# Egipto en los Juegos Olímpicos de París 1924
Egipto estuvo representado en los Juegos Olímpicos de París 1924 por un total de 24 deportistas masculinos que compitieron en 9 deportes.
El equipo olímpico egipcio no obtuvo ninguna medalla en estos Juegos.